# بعثة كويكبية مأهولة

الجرم القريب من الأرض 433 إروس, تمت زيارته عام 2000 من قبل المركبة الفضائية شوميكر

مهمة كويكبية مأهولة أو مهمة بشرية إلى كويكب , هي المهمة التي تستهدف الوصول إلى كويكب ما عبر مركبة فضائية مأهولة بالبشر على وجه التحديد، وهي أحد الأهداف طويلة المدى لحقل الملاحة الفضائية، الأجرام القريبة من الأرض هي هدف هذه المهام، وذلك نظير قربها النسبي من الأرض.
مهمة مأهولة إلى كويكب ستكون نصراً إنسانياً كبيراً يضاف إلى تاريخ الرحلات الفضائية، وذلك عن طريق إرسال البشر نحو مدار القمر حيث سينتظرهم الكويكب الذي تم القبض عليه مسبقاً عن طريق مهمة إعادة توجيه يقودها رجل آلي.
أعلن الرئيس باراك أوباما في 15 أبريل 2010 مشروع البعثة الكويكبية ليصبح الهدف القادم خلال العام 2025, جاء ذلك بعد تقديم اقتراحه بإلغاء «برنامج الكوكبة» والذي يهدف إلى الرجوع للقمر خلال مدة لن تزيد عن 2020 واستبداله بهذا البرنامج، وقال أيضا أن مهمة في الفضاء البعيد ستكون تمهيد لهدف البعثة المأهولة للمريخ، في أواسط العقد الرابع من القرن الحالي.
ناسا تطور المركبة الفضائية أوريون وكذلك نظام «منصة الإطلاق الفضائي» (SLS), وذلك في سبيل تحقيق النجاح في مهمة الاستكشاف 2.